# 平沼正二郎
平沼正二郎（1979年11月11日—）是日本的政治人物，性別男性。他是自由民主黨所屬的衆議院議員（第一任）。

## 來歷
出身於岡山縣岡山市。畢業於岡山縣立岡山一宮高中、學習院大學經濟學系。經過索尼營銷工作，2006年與同事們一起成立了製作企業網站等的IT企業。另外，從學生時代開始，就幫助父親平沼赳夫進行選舉。
2017年10月，作爲父親的接班人，在第48屆衆議院議員總選中以無黨派人士的身份參加競選，但最終以約3500票之差敗給了曾任自民黨副幹事長的阿部俊子（平沼和阿部雙方以保守派的無黨派人士的身份參加競選，被當選的阿部追加公推）。
在2021年10月的第49屆衆議院議員總選中，他與獲得自民黨公推的阿部發生了激烈衝突，在小選舉區以13700票以上的差距獲勝，當選（阿部恢復比例）。雖然擁有自民黨黨籍，但未能得到黨的公推，以無黨派人士的身份參加競選，在初選後的2021年11月8日，自民黨會派和作爲國政黨員的活動得到認可，正式成爲自民黨所屬的大議員，而且派系加入了父親赳夫命名的志帥會（二階派）。

## 所屬的團體和議員聯盟
- 自民黨菸草議員聯盟[5]
- 維護日本尊嚴和國家利益的集會
- 大家一起參拜靖國神社國會議員會
- 神道政治聯盟國會議員座談會[6]
- 推進負責任、積極財政的議員聯盟-事務局次長[7]